# Vriesea hieroglyphica
Vriesea hieroglyphica là một loài thuộc chi Vriesea. Đây là loài đặc hữu của Brasil.

## Hình ảnh

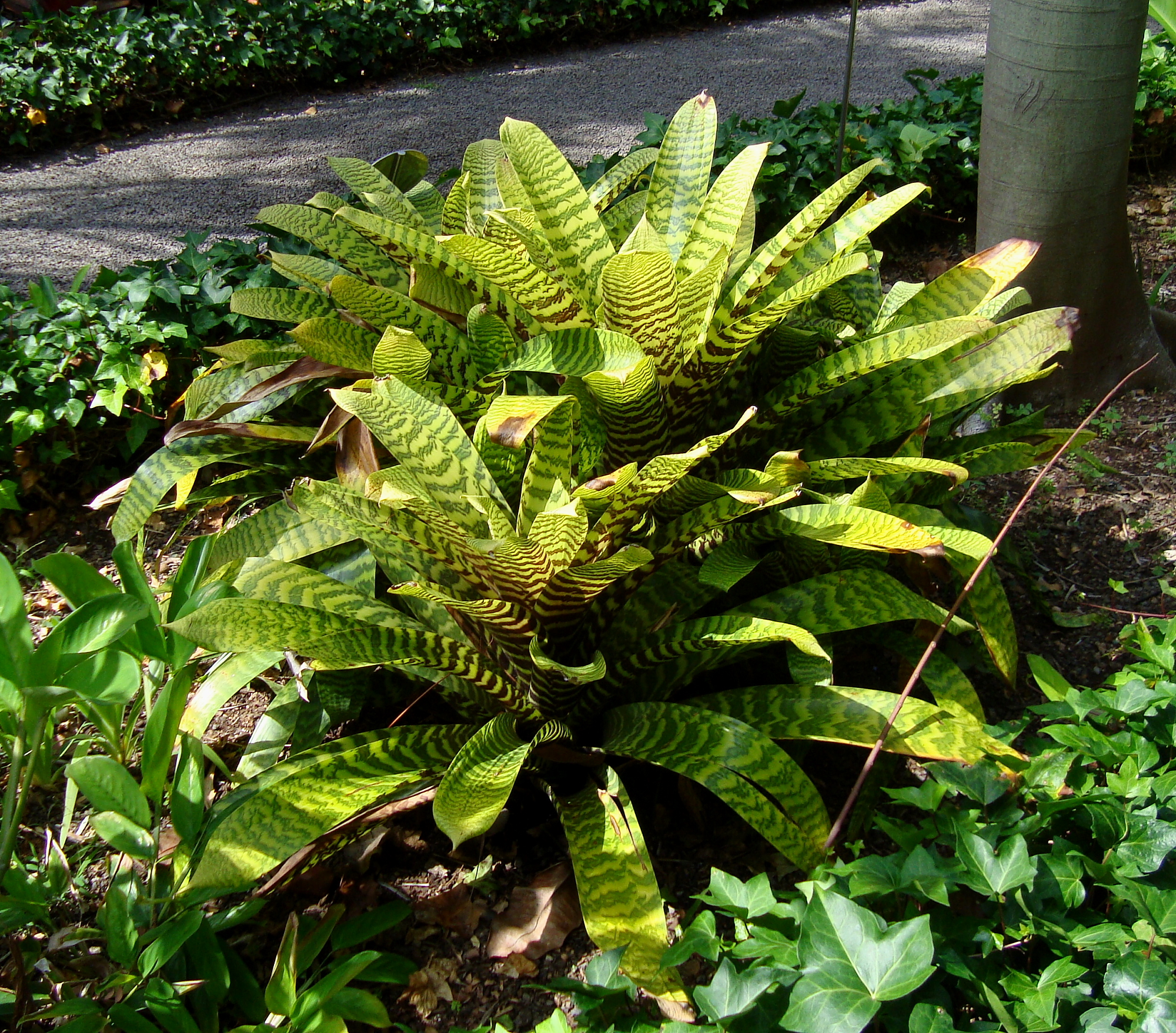
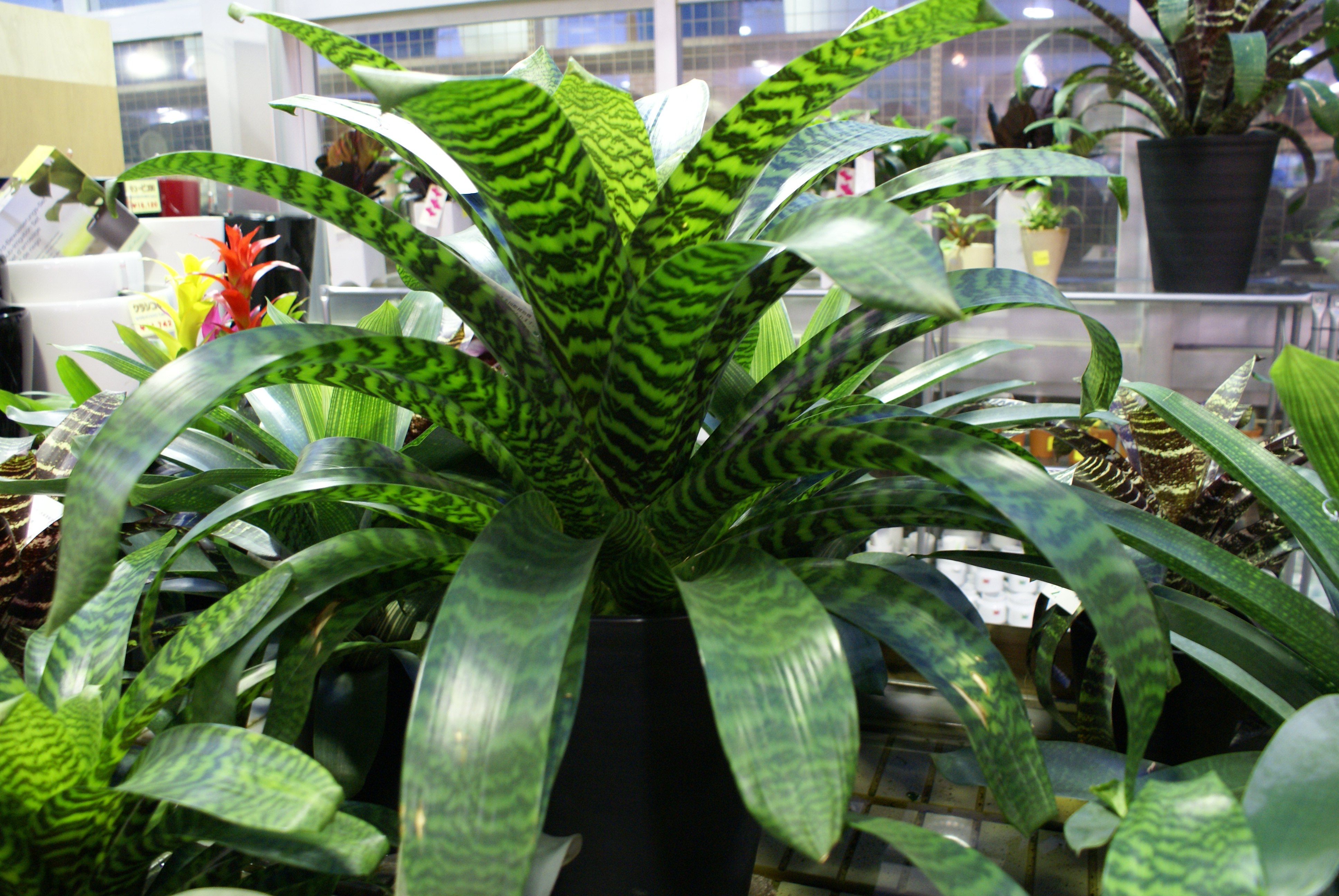
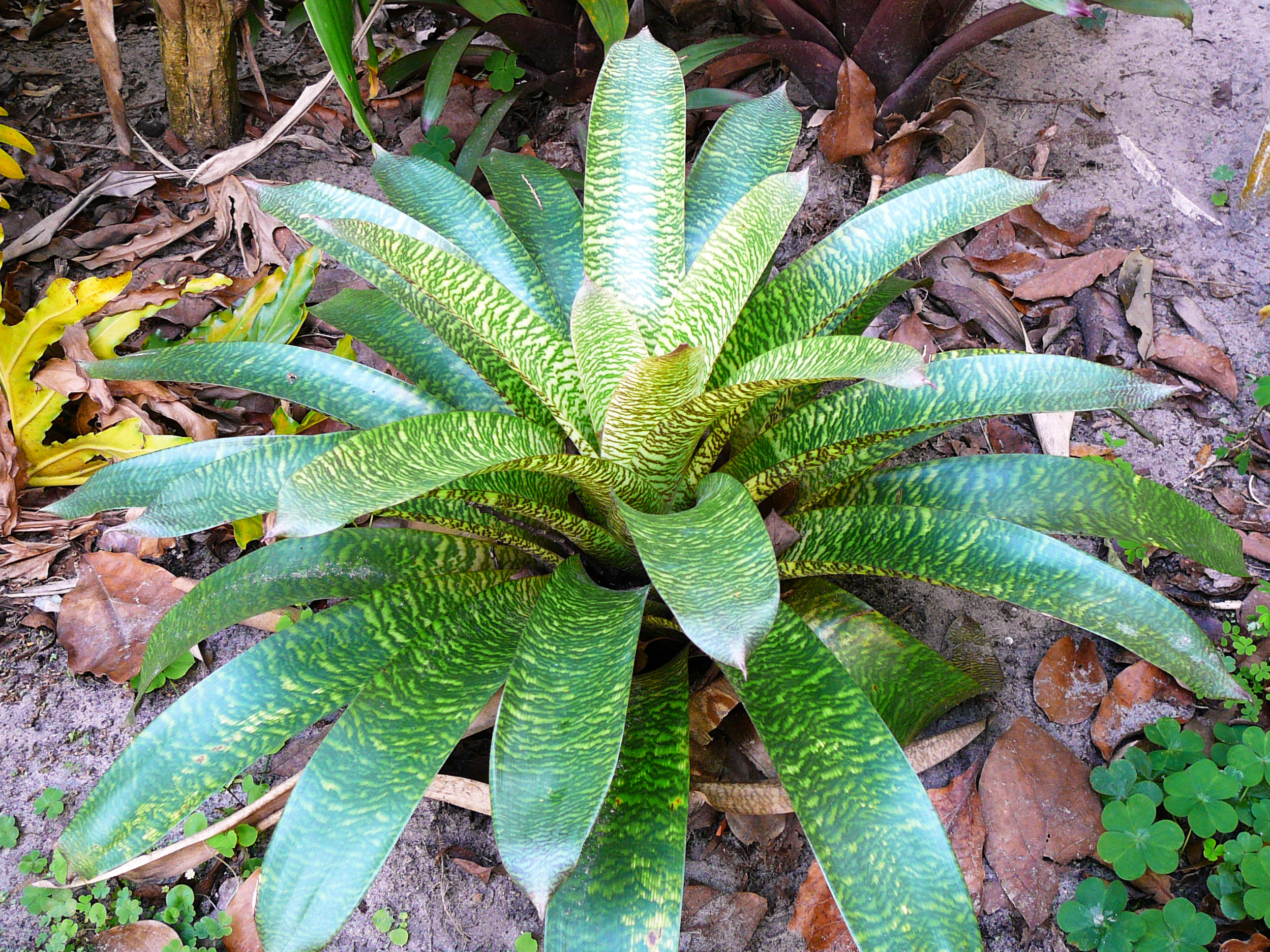
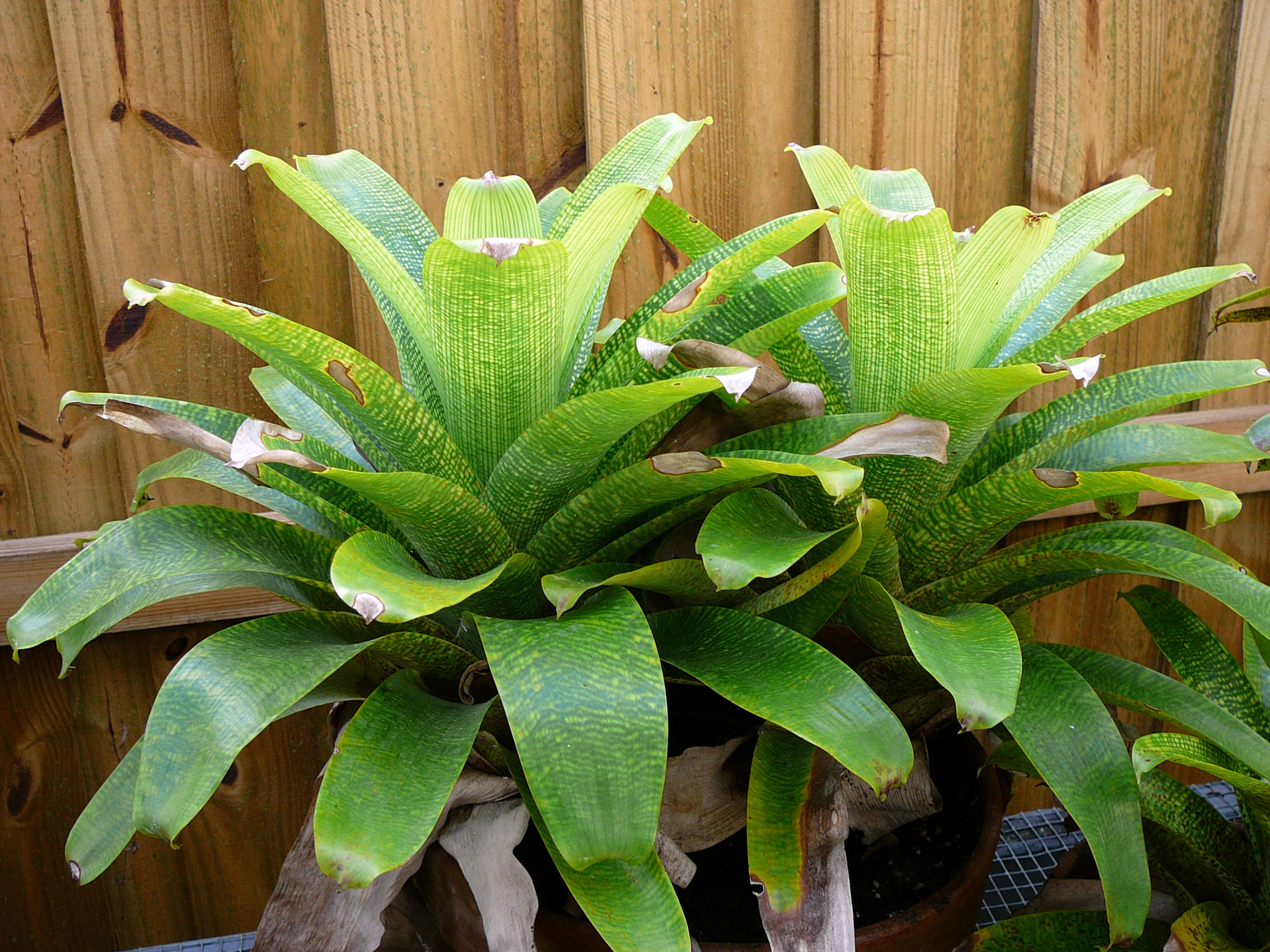

## Giống
- Vriesea 'After Glow'
- Vriesea 'El Supremo'
- Vriesea 'Elvira'
- Vriesea 'Gigant Jade'
- Vriesea 'Glossy Girl'
- Vriesea 'Grand Purple'
- Vriesea 'Hawaiian Sunrise'
- Vriesea 'Intermedia'
- Vriesea 'Jungle Jade'
- Vriesea 'Leverett's Delight'
- Vriesea 'Machu Picchu'
- Vriesea 'Madame Morobe'
- Vriesea 'Maureen'
- Vriesea 'Montezuma's Gem'
- Vriesea 'Pamela Leaver'
- Vriesea 'Patrice'
- Vriesea 'Shizuko Murakami'
- Vriesea 'Yellow Wave'
- Vriesea 'You Beaut'